# Mahamat Nouri
 (février 2019).
Si vous disposez d'ouvrages ou d'articles de référence ou si vous connaissez des sites web de qualité traitant du thème abordé ici, merci de compléter l'article en donnant les références utiles à sa vérifiabilité et en les liant à la section « Notes et références ».
Mahamat Allatchi Nouri est un homme politique tchadien né en 1947 à Faya-Largeau et d'ethnie gorane (clan Anakaza).

## Biographie

### Guerre civile 1965-1979
Agent des postes en 1968, il s'engage en 1969 au Frolinat (Frolinat 1re armée), la rébellion formée par les musulmans du nord et du centre du pays face au régime de François Tombalbaye dominé par les Sudistes.
Lors d'une des multiples scissions au sein du mouvement, il fonde avec Hissène Habré les Forces armées du Nord (FAN). Après les accords de Khartoum en 1978, il devient ministre de l'Intérieur du gouvernement d'union nationale tchadien (GUNT).

### Guerre civile 1980-1987
En février 1979, la guerre civile redémarre et les FAN doivent fuir la capitale. En juin 1982, Hissène Habré renverse Goukouni Oueddei et Nouri devient ministre des Transports et de l'Aviation civile.

### Sous le régime du président Déby
Après la défaite d'Habré et l'arrivée au pouvoir d'Idriss Déby Itno, en décembre 1990, Nouri se rallie au nouveau pouvoir et occupe plusieurs fonctions, notamment préfet du Borkou-Ennedi-Tibesti ainsi que plusieurs postes ministériels entre autres ministre de la Défense et enfin ambassadeur du Tchad en Arabie saoudite.

### Guerre civile 2005-2010
De ce poste, il rejoint à nouveau la rébellion au printemps 2006 dans le cadre de la guerre civile tchadienne (2005-2010) et fonde l'Union des forces pour la démocratie et le progrès (UFDP). Quelque temps après, il unit son mouvement au CDR et à une aile du FUC pour fonder l'UFDD.
Depuis lors, Mahamat Nouri dirige ce mouvement devenu un des principaux groupes rebelles tchadiens, et collabore aux deux autres principaux mouvements, la CNT (Concorde nationale tchadienne) et le RaFD (ancien Scud).
Après l'échec in extremis du raid de la rébellion sur Ndjamena, il est condamné à mort par la justice tchadienne.

### Depuis 2010
Mahamat Nouri devenu indésirable à Khartoum, est expulsé vers le Qatar en 2010 avant de partir un an plus tard pour la France
Le 18 janvier 2017, les autorités françaises gèlent pour six mois ses avoirs financiers, ainsi que ceux d'un autre chef rebelle tchadien, Mahamat Mahdi Ali (Front pour l’alternance et la concorde au Tchad, FACT), au titre de l’article L562-1 du code monétaire et financier qui prévoit « le gel de tout ou partie des fonds, instruments financiers et ressources économiques […] qui appartiennent à des personnes physiques ou morales qui commettent, ou tentent de commettre, des actes de terrorisme ».
Le 3 janvier 2019, le procureur général de Tripoli (Libye) émet un mandat d'arrêt international contre lui et 23 Tchadiens dont Ali Ahmat Abdallah, Adoum Hissein, Hassan Hissein, Timan Erdimi, Abakar Tollimi, Mahamat Hassan Boulmaye, Ali Oumar, Michelet Detapol, Mahamat Hakimi, Hamid Djorou Margui, Hassan Moussa Kelley, Mahamat Moussa Margui, Mahamat Mahdi Ali et Bichara Hadjar Erdi, 8 Soudanais (Moussa Hilal, Minni Minnawi, Hasan Musa Kali, Jabir Abu Bakr, Abd al-Karim Shuli, Abd Allah Janah, Uthman al-Quni, Ali Umar Takadi) et 6 Libyens (Abdelhakim Belhaj, Ibrahim Jedran, Abu ‘Ubayda al-Zawi/Shaaban Hadia, Ali al-Huni, Mukhtar Rakhis, Hamdan Ahmad). La légitimité de ces mandats est contestée par les intéressés,.
Le 17 juin 2019, il est interpellé par la police française, tout comme Abakar Tollimi et Abderaman Abdelkerim (frère de Mahamat Nour Abdelkm), pour des soupçons de crimes contre l'humanité, à savoir avoir « diligenté des opérations de recrutements forcés de combattants, dont des mineurs »  entre 2005 et 2010 au Tchad et au Soudan, à la suite d'une procédure ouverte en 2017. Il a été mis en examen pour crimes contre l’humanité le 22 juin et maintenu en détention provisoire.
L'ouverture de l'enquête par le Parquet de Paris serait due à un signalement de l’Office français de protection des réfugiés et des apatrides (OFPRA) à la suite de la demande d'asile d’Abakar Tollimi, l’un de ses compagnons de l’Union des forces pour la démocratie et le développement (UFDD). L’enquête, ouverte en mai 2017, a été confiée à l’Office central de lutte contre les crimes contre l’humanité, les génocides et les crimes de guerre.
En mars 2022, Nouri est autorisé par la France à quitter le territoire national, où il est soumis à un contrôle judiciaire, pour le Qatar, où a lieu un « pré-dialogue » entre la junte du Conseil militaire de transition et divers mouvements politico-militaires tchadiens.
En Aout 2022, Nouri rentre au Tchad après 17 ans d'exil pour participer au dialogue national inclusive et souverain.
Le 19 novembre 2024, il bénéficie d'un non-lieu à la suite de l'enquête de soupçons des crimes contre l'humanité ouvert à son encontre par la justice française,,.